# Sundose
Sundose – polski startup oferujący spersonalizowane suplementy diety. Po wprowadzeniu informacji uwzględniających wyniki wywiadu zdrowotno-żywieniowego oraz badań krwi, algorytm przetwarza dane z wykorzystaniem zgromadzonej bazy wiedzy i dobiera personalizowany skład suplementu.

## Historia i rozwój
Polski startup założony w 2017 roku w Lublinie przez Michała Gołkiewicza i Tomasza Styka. Wraz z założeniem startup wsparło kilku Business Angel’s.
W 2019 roku spółka urosła 10-krotnie, zbierając kolejną rundę z zagranicznymi i krajowymi inwestorami, w tym z 2 funduszami z Australii (wcześniej zaangażowanymi jako early inwestorzy w Booksy), tj. Polipo Ventures i Investible, kilkoma aniołami biznesu z USA oraz z polskim funduszem Venture Inc.
W latach 2017–2020 firma pozyskała łącznie ponad 3 mln USD od krajowych i zagranicznych funduszy VC i programów akceleracyjnych. Dzięki nim Sundose mógł nie tylko kontynuować pracę nad rozwojem samego produktu, ale również rozpocząć dynamiczną ekspansję na rynki zagraniczne.
W lutym 2021 roku startup pozyskał kolejne 6 mln USD w ramach finansowania rundy A. W spółkę zainwestowały zarówno polskie fundusze, w tym Venture Inc. i ARIA, jak i zagraniczne, m.in. Delivery Hero (DE), Atmos (prowadzony przez zespół z US), czy Investible Club (Australia).
Obecnie Sundose dostępny jest na rynku polskim, niemieckim, brytyjskim i włoskim.

## Nagrody i wyróżnienia
- W 2021 roku Sundose znalazł się na liście 10 najbardziej obiecujących polskich startupów według portalu eu-startups.com
- W 2020 roku Sundose zdobył tytuł Zdrowa Marka Roku 2020 przyznawana markom oferującym produkty i usługi najwyższej jakości, wprowadzające innowacyjne rozwiązania, stawiające na pierwszym miejscu zdrowie, niezawodność i zaufanie konsumentów.[4]
- W 2020 roku Sundose otrzymał tytuł Best of Health & Beauty 2020.
- W 2019 roku innowacyjny pomysł Michała Gołkiewicza i Tomasza Styka został doceniony przez magazyn Forbes, który umieścił ich na liście “30 przed 30”[5] - lista młodych Polaków, którzy podbijają świat. Na liście znaleźli się również w 2020 i 2021 roku.